# Berzsenyi Krisztina
Berzsenyi Krisztina (Veszprém, 1965. december 7. –) magyar jelmez- és díszlettervező.

## Élete
A budapesti Képző és Iparművészeti Szakközépiskolában érettségizett, majd a Magyar Képzőművészeti Egyetemen diplomázott látványtervező szakon. 1992 és 1996 között a Katona József Színházban, 1995 és 2002 között a Bozsik Yvette Társulatban, 1997 és 2000 között az Újszínházban dolgozott, majd szabadúszó lett.
2022-től a Színház- és Filmművészeti Egyetem oktatója.

## Fontosabb színházi munkái

### Katona József Színház
- Ödön von Horváth: Hit, remény, szeretet. R: Gothár Péter – díszlet
- Shakespeare: Szentivánéji álom. R: Gothár Péter – jelmez
- Jerofejev: Walpurgis-éj avagy a kővendég léptei. R: Gothár Péter – jelmez
- Shakespeare: Szeget szeggel. R: Máthé Gábor – jelmez
- Parti Nagy Lajos: Mauzóleum. R: Máthé Gábor – jelmez

### Bozsik Yvette Társulat
- A csodálatos mandarin – jelmez
- Xtabay – jelmez
- In memoriam Mary Wigman – jelmez (Best use of Design díj, Edinbourgh, 1997)
- Egy faun délutánja – jelmez
- Sztravinszkij: Tavaszi áldozat – jelmez
- János vitéz – jelmez
- Vagina monológok – díszlet, jelmez

### Újszínház
- Büchner: Woyzeck. R: Kiss Csaba – jelmez
- Alfred Jarry: Übü Király. R: Kiss Csaba – díszlet, jelmez
- Szomory Dezső: Hermelin. R: Kiss Csaba – jelmez

### Szegedi Nemzeti Színház
- Ödön von Horváth: Mesél a bécsi erdő – Jelmez
- Friedrich Dürrenmatt: János király – Jelmez

### Budapesti Operettszínház
- Csárdáskirálynő – jelmez
- Marica grófnő – jelmez
- Hegedűs a háztetőn – jelmez
- János vitéz – jelmez
- A mosoly országa – jelmez
- Veszedelmes viszonyok – jelmez
- Mária főhadnagy – jelmez
- Rozsda Lovag és Fránya Frida – jelmez
- Az Orfeum mágusa – jelmez
- Hamupipőke – jelmez

### Pécsi Nemzeti Színház
- Bohémélet – jelmez
- Médeia – jelmez

### Győri Nemzeti Színház
- Az öldöklés istene – jelmez
- Énekes madár – jelmez
- Bánk bán – jelmez
- Buborékok – jelmez
- Valahol Európában – jelmez

### Nemzeti Színház
- Rómeó és Júlia – jelmez
- Tizenhárom almafa – jelmez
- Bánk bán – jelmez
- István, a király – jelmez

### Miskolci Nemzeti Színház
- Szerelmes Shakespeare – jelmez

### Vidám Színpad
- Tökéletes esküvő – díszlet és jelmez

## Filmes munkássága
- 1996 – Altamira. R: Mispál Attila – látvány (Nemzetközi Diákfilmfesztivál, München – legjobb látvány díja 1998)
- 1996 – Tamás és Juli. R: Enyedi Ildikó – jelmez
- 1997 – Presszó. R: Sas Tamás – jelmez
- 1998 – Az alkimista és a szűz. R: Kamondi Zoltán – jelmez
- 1999 – Balra a nap nyugszik. R: Fésős András – látvány
- 1999 – Rosszfiúk R: Sas Tamás – jelmez
- 1999 – Kalózok R: Sas Tamás – jelmez
- 2000 – A csodálatos mandarin. R: Mészáros Márta – jelmez
- 2006 – Fehér tenyér Rː Hajdu Szabolcs – jelmez
- 2014 – Délibáb  R: Hajdu Szabolcs – jelmez
- 2015 – Az éjszakám a nappalod R: Dési András – jelmez
- 2022 – Örök hűség R: Iványi Marcell – jelmez

## Díjai
- Vágó Nelly-emlékérem (2011)
- Táncművészetért Díj (2020)
- Honthy-díj (2024)
- Ferenczy Noémi-díj (2025)[9]